# Hans-Dietrich Genscher
Hans-Dietrich Genscher (Halle an der Saale, 1927. március 21. – Wachtberg, 2016. március 31.) német jogász, politikus, külügyminiszter,  a Német Szabaddemokrata Párt elnöke.

## Életpályája
Hallében járt iskolába, 1943-ban a Luftwaffenhelfernél, a Luftwaffe kisegítő egységénél szolgált, légvédelmi ágyút kezelt. 1944-ben teljesítette a birodalmi munkaszolgálatot és tagja lett a Nemzetiszocialista Német Munkáspártnak. A belépésről később azt állította, hogy kollektívan történt, az ő személyes beleegyezése nélkül. 1945-ben jelentkezett a hadseregbe, részt vett Berlin védelmében és néhány hónapra amerikai, majd brit hadifogságba került. Szabadulása után építőipari segédmunkásként dolgozott, majd folytatta tanulmányait.  Kiegészítő érettségi vizsga után jogtudományokat és közgazdaságtant tanult Halléban és Lipcsében.
1952-től az FDP tagja, 1968–1974 a párt elnökhelyettese, majd 1985-ig az elnöki funkciót töltötte be. 1965-ben a Bundestag tagja. 1969. május 22-én Willy Brandt kormányában megkapta belügyminiszteri tárcát. Hivatali ideje alatt történt a túszdráma a müncheni olimpián. A tárgyalást ő vezette a túszejtők megbízottjával. Késő délután elérte, hogy személyesen is láthassa a foglyokat a hotelszobában. Túszként ajánlotta fel magát, de nem fogadták el. A sikertelen szabadítási akció után beadta lemondását, de Willy Brandt nem fogadta el. Három héttel később létrehozták a GSG 9 antiterrorista egységet. A túszdráma jelentette számára politikai karrierjének mélypontját.
1974–1982 Helmut Schmidt kormányában külügyminiszter és kancellárhelyettes. Meghatározó szerepet játszott a Helsinki záróokmány megszövegezésében. 1976. december 15-én az ENSZ Közgyűlése terrorizmus elleni határozatot fogadott el Genscher javaslatára, amely többek között azt is tartalmazta, hogy a túszejtők követeléseinek semmilyen körülmények között nem szabad eleget tenni. 1979-ben figyelemre méltó volt közreműködése a NATO kettős határozatának megszületésében, amely elindította a Szovjetunió és USA közötti tárgyalásokat a közép-hatótávolságú rakétákról.

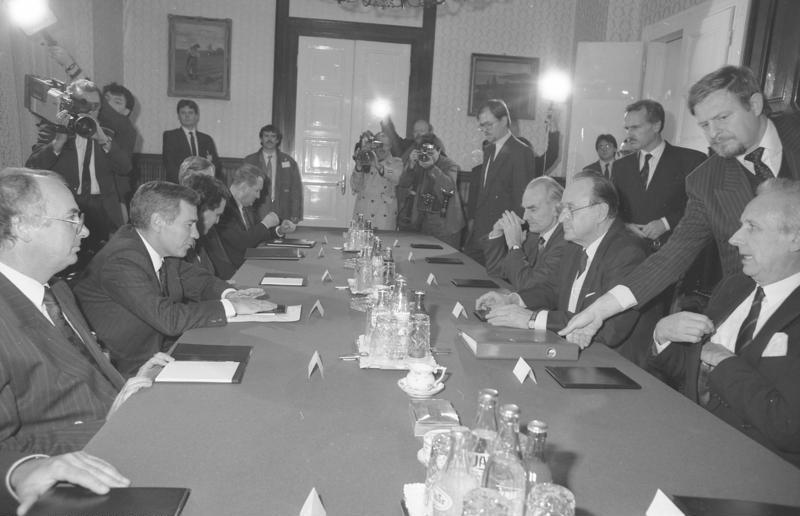
Hans-Dietrich Genscher Budapesten (1989. november 23–24.)

1982. október 4. és 1992. május 18. között újra a külügyminisztérium élén állt. Helmut Kohl kancellársága alatt aktív enyhülési politikába kezdett, ösztönözte a Szovjetunióval folytatott párbeszédet, jó kapcsolatban állt Eduard Sevardnadzével. A külpolitika számára békepolitikát jelentett. 1989-ben tárgyalt az NDK politikusaival a prágai német nagykövetségre menekült kelet-németek kiutazásáról. Intenzíven támogatta a lengyelországi és magyarországi politikai reformokat.
1984–85-ben a NATO Tanácsának és a Nyugat-európai Unió elnöke volt. 
Aktív szerepet játszott Németország újraegyesítésében. A 20. századi német politika egyik legjobb stratégája volt. Belpolitikai ellenfeleinek és külpolitikai szerződő partnereinek még a legnehezebb helyzetekben is mindig megadta a kiegyenlítés és visszavonulás lehetőségét. Kiegyensúlyozó közvetítő tevékenysége genserizmusként ismert.